# 1988 год в истории общественного транспорта
В этой статье перечисляются основные события из истории общественного транспорта (прежде всего трамваев, троллейбусов и автобусов) в 1988 году. Информация об истории метрополитенов и железнодорожного транспорта находится в отдельных статьях.

## События

### В СССР

#### РСФСР

##### Москва

###### Маршруты
- Открыт автобусный маршрут № 166: 9-й мкрн Солнцева — Станция Солнечная.
- Открыт автобусный маршрут № 695: 2-й мкрн Солнцева — Станция Солнечная.
- 17 сентября открыт автобусный маршрут № 716: Дворец спорта Сокольники — Посёлок Восточный (летом по выходным — Опытное поле, Алексеевская роща). 19 ноября открыт автобусный маршрут № 755: Метро Красногвардейская — 16-й микрорайон Орехова-Борисова. 23 января открыт автобусный маршрут № 789: 3 «А» микрорайон Новокосина — Станция Реутово. 19 ноября открыт автобусный маршрут № 790: Метро Красногвардейская — 16-й микрорайон Орехова-Борисова. 10 марта открыт автобусный маршрут № 793: 2-й мкрн Солнцева — Метро Проспект Вернадского.
- Открыт автобусный маршрут № 794: Метро Сокол (кольцевой). 25 июня открыт автобусный маршрут № 800: Метро Щукинская — Метро Полежаевская. 27 февраля открыт автобусный маршрут № 811: 3 «А» микрорайон Новокосина — Электродная улица.
- Автобусный маршрут № 105 продлён до Новощукинской улицы.
- Автобусный маршрут № 781 продлён до Улицы Генерала Дорохова. Открыт трамвайный маршрут № 5к: Медведково — Метро Новослободская.

##### Другие города
- закрыто движение трамвая по ул. Челюскинцев в Саратове (2,3 км в однопутном исчислении), маршрут № 1 сокращён до ул. Радищева.

- 3 ноября — открыто троллейбусное депо № 3 в городе Челябинске.
- 19 декабря — открыто троллейбусное движение в городе Черкесск.
- 15 сентября — открыто движение скоростного трамвая в Усть-Илимске.

#### БССР
- 1 августа — запущен трамвай в Мозыре.

#### УССР
- 8 июня в Херсоне[1][2] началась эксплуатация троллейбусных поездов[3][4] Владимира Веклича[5][6], состоящих из двух машин ЗиУ-682.

### В мире
- США — возобновлено трамвайное движение в городе Гальвестон, прекращённое в 1938 году.
- США — открыто трамвайное движение в городе Сакраменто.
- Австрия — 17 декабря повторно открыто троллейбусное движение в городе Инсбрук.
- Болгария — с сентября открыто троллейбусное движение в городах Велико-Тырново, Стара-Загора и Враца.
- Болгария — открыто троллейбусное движение в городе Добрич.
- Болгария — 9 сентября открыто троллейбусное движение в городе Русе.
- Германия — в октябре прекращено троллейбусное движение в городе Биттерфельд.
- Германия — в марте открыто троллейбусное движение в городе Эльбенгероде.
- Италия — 26 ноября повторно открыто троллейбусное движение в городе Специя.
- Польша — 12 ноября открыто троллейбусное движение в городе Денбица.
- Чехия — 1 июля открыто троллейбусное движение в городе Усти-над-Лабем.
- Северная Корея — 8 сентября открыто троллейбусное движение в городе Вонсан.
- Северная Корея — в августе открыто троллейбусное движение в городе Унхун.